# Masters de Cincinnati 1973
El Abierto de Cincinnati 1973  fue un torneo de tenis jugado sobre tierra batida. Fue la edición número 73 de este torneo. El torneo masculino formó parte del circuito  ATP. Se celebró entre el 6 de agosto y el 12 de agosto de 1973.

## Campeones

### Individuales masculinos
Ilie Năstase vence a  Manuel Orantes, 5–7, 6–3, 6–4.

### Dobles masculinos
John Alexander /  Phil Dent vencen a  Brian Gottfried /  Raúl Ramírez, 1-6, 7-6, 7-6.

### Individuales femeninos
Evonne Goolagong Cawley vence a  Chris Evert, 6-2, 7-5.

### Dobles femeninos
Ilana Kloss /  Pat Walkden-Pretorius vencen a  Evonne Goolagong /  Janet Young, 7-6, 3-6, 6-2.
| Predecesor: Cincinnati 1972 | Masters de Cincinnati 1973 | Sucesor: Cincinnati 1974 |